# Assoudjé
Assoudjé (auch: Asoudié, Assougé, Assoujé) ist ein Dorf in der Landgemeinde Allakaye in Niger.

## Geographie
Das von einem traditionellen Ortsvorsteher (chef traditionnel) geleitete Dorf liegt rund zwei Kilometer südlich von Allakaye, dem Hauptort der gleichnamigen Landgemeinde, die zum Departement Bouza in der Region Tahoua gehört. Größere Dörfer in der weiteren Umgebung von Assoudjé sind Dindi im Nordwesten, Garadoumé im Osten, Tama im Süden, Kélémé im Südosten sowie Angoual Dénia und Toubout im Südwesten.

## Bevölkerung
Bei der Volkszählung 2012 hatte Assoudjé 6007 Einwohner, die in 883 Haushalten lebten. Bei der Volkszählung 2001 betrug die Einwohnerzahl 2786 in 442 Haushalten und bei der Volkszählung 1988 belief sich die Einwohnerzahl auf 2025 in 319 Haushalten.

## Wirtschaft und Infrastruktur
Der Markt von Assoudjé ist neben jenem im Dorf Tadoupta das wichtigste Handelszentrum in der Landgemeinde Allakaye. Einwanderinnen aus Ghana prägen das auf den Straßen von Assoudjé angebotene Street Food. Es gibt eine Schule im Dorf.